# Torre Cayan
La Torre Cayan o Torre Infinito (in arabo: برج إنفينيتي) è un grattacielo di Dubai, negli Emirati Arabi Uniti, alto 303 metri costruito da Cayan Real Estate Investment and Development.
Il grattacielo è stato progettato dal gruppo Skidmore, Owings and Merrill, lo stesso gruppo di progettisti del Burj Dubai sempre a Dubai e la Trump Tower a Chicago.
Il 10 giugno 2013, alla conclusione dei lavori, è diventato l'edificio più alto con una torsione di 90°.
I lavori di costruzione sono cominciati nel 2006 e si sono conclusi nel 2013.